# Вербівка (Ковельський район)
Вербі́вка — село в Україні, у Рівненській сільській громаді Ковельського району Волинської області. До 1963 року село мало назву Язвини.
Населення становить 88 осіб. Орган місцевого самоврядування — Рівненська сільська рада.
На північний схід від села знаходиться ботанічна пам'ятка природи місцевого значення Дев'яте.

## Історія
У 1906 році Язвини, колонія Гущанської волості Володимир-Волинського повіту Волинської губернії. Відстань від повітового міста 85 верст, від волості 10. Дворів 4, мешканців 22.
До 18 липня 2017 року село підпорядковувалось Забузькій сільській раді Любомльського району Волинської області.

## Населення
Згідно з переписом УРСР 1989 року чисельність наявного населення села становила 111 осіб, з яких 54 чоловіки та 57 жінок.
За переписом населення України 2001 року в селі мешкало 88 осіб.

### Мова
Розподіл населення за рідною мовою за даними перепису 2001 року:
| Мова       | Відсоток |
| ---------- | -------- |
| українська | 98,86 %  |
| російська  | 1,14 %   |